# Соллогуб, Андрей Степанович
Андре́й (Адриан) Степа́нович Соллогу́б (1832—1874) — генерал-майор русской императорской армии, тобольский губернатор.

## Биография
Родился 26 января (7 февраля) 1832 года. в 1854 году окончил Императорскую Николаевскую военную академию. Был начальником штаба 5-й пехотной дивизии (1864—1865) и командиром Путивльского пехотного полка (1866—1868).
С 10 июля 1868 года по 24 августа 1874 года был тобольским губернатором. На этой должности способствовал открытию Тобольского исторического музея; выступал против строительства железной дороги в Сибири, считая, что она привлечёт иностранцев, которые создадут ненужную конкуренцию российским купцам; кроме того, политические ссыльные получат больше возможностей для побега. В 1871 году ходатайствовал об открытии сберкассы при Тюменском городском общественном банке. По мнению исследователей, он последовательно проводил политику «кнута», строго придерживаясь буквы закона и не идя на особые уступки ссыльным.
Был награждён: золотой саблей с надписью «За храбрость», а также орденами Св. Станислава 2-й ст. (1862), Св. Анны 2-й ст. (1865; императорская корона к ордену в 1866), Св. Владимира 3-й ст. (1870); 20 апреля 1869 года был произведён на основании манифеста в генерал-майоры и в том же году получил майоратное имение в Царстве Польском.
Умер 24 августа (5 сентября) 1874 года. Похоронен в Санкт-Петербурге, на кладбище Новодевичьего монастыря.